# 尾崎賢治
尾崎 賢治（おざき けんじ、1930年3月26日 - 1984年8月12日）は、日本のドイツ文学者、翻訳家。本名は尾崎鑒治。

## 経歴
愛知県刈谷市生まれ。1955年上智大学大学院独文科修士課程修了、上智大学文学部助教授、教授。54歳で死去した。専門はドイツ近代演劇だが、ドイツの児童文学、山岳書などを多く翻訳した。

## 翻訳
- 『兄弟の船』（ハンス・バウマン、ウルリク・シュラム絵、平凡社、冒険小説北極星文庫） 1957
- 『マッターホルンの戦い』（カルル・ヘンゼル、寺島竜一絵、平凡社、冒険小説北極星文庫） 1957
- 『スキー・マンボ 簡単で自然なスキー滑降』（ヨゼフ・ダーヒンデン、朋文堂） 1959
- 『行為と夢想 あるアルピニストの手記』（オスカール・エーリヒ・マイエル、朋文堂、世界山岳全集） 1960
- 『現代の演劇』（S・メルヒンガー、白水社） 1964
- 『アイガー北壁に挑む』（カスパレク、あかね書房、世界山岳名著全集） 1966
- 『ザイル仲間』（F・シュミット, R・ペータース、あかね書房、世界山岳名著全集） 1967
- 『神々の御座』（アルノルト・ハイム, アウグスト・ガンサー、 あかね書房、ヒマラヤ名著全集） 1967
- 『変わらざる民族 演劇・東と西』（トーマス・インモース、編訳、南窓社） 1972
- 『ボヴェー著作集 5 愛はわれらの中に』（ヨルダン社） 1972
- 『政治演劇史』（S・メルヒンガー、蔵原惟治共訳、白水社） 1976
- 『そらをとんだかめ』（ユルク・フラー、アリス館牧新社） 1976
- 『ビルのふうせんりょこう』（ライナー・チムニク、アリス館牧新社） 1976
- 『アツーク ツンドラの子』（ミッシャ・ダムヤン作、ジャン・カスティ絵、ペンギン社） 1978
- 『いっしょにあそぼうよ』（フリードリヒ・カール・ヴェヒター、アリス館牧新社） 1978
- 『日本 第5巻』（フィリップ・フランツ・フォン・シーボルト、雄松堂書店） 1978
- 『あかずきん』（グリム、田島征三絵、集英社、こどものための世界名作童話） 1979
- 『人はいかにして王となるか プロシアの栄光とフリードリヒ大王』（S・フィッシャー=ファビアン、日本工業新聞社） 1981
- 『元型との出会い ユングとドイツ文学の深層』（トーマス・インモース、春秋社） 1985

## 論文
- ＜尾崎賢治